# Vita Christi (Isabelle de Villena)
Pour les articles homonymes, voir Vita Christi.
Vita Christi est l’unique œuvre conservée d’Isabel de Villena, abbesse du couvent de la Trinité de Valence (royaume de Valence, couronne d'Aragon). Écrite en langue catalane, elle fut conçue pour nourrir la contemplation spirituelle des religieuses placées sous sa direction. L’autrice y déploie une vaste narration de la vie du Christ, enrichie non seulement par les Évangiles canoniques, mais aussi par des traditions apocryphes, des légendes pieuses et des récits de la dévotion populaire.
Vita Christi, œuvre d'une grande extension, est presque achevée . Après la mort d'Isabel, la reine Isabelle la Catholique demande une copie manuscrite de l’ouvrage. La nouvelle abbesse Aldonça de Monsoriu en profita pour en faire imprimer une édition en 1497, suivie de rééditions en 1513 et 1527,. Ces éditions posthumes  témoignent de la reconnaissance accordée à l’œuvre dès son époque.
Le texte est écrit à destination des religieuses du couvent de la Trinité de Valence, dont Isabel est l'abbesse, et vise à favoriser leur élévation spirituelle,. Le texte s’inscrit dans la tradition médiévale des vies du Christ, inspirée notamment des Meditationes Vitae Christi du XIIIe siècle,. Toutefois, à la différence de celles-ci, qui invitent à une méditation imaginative extérieure, Isabel intègre directement cette imagination créatrice dans le corps même de son texte, en y ajoutant des détails domestiques et concrets.

## Contexte
L'œuvre prend place dans un contexte de grand rayonnement culturel de la langue catalane, en particulier au Pays valencien au XVe siècle, une période connue comme le siècle d'or, et témoigne d’une activité intellectuelle rare chez une femme de son époque. On suppose qu’elle put échanger sur des questions littéraires avec Jaume Roig, alors médecin du couvent (fréquanté par sa fille), et certains critiques voient même dans la Vita Christi une réponse directe à la misogynie de l’Espill.
L’ouvrage est presque terminé et probablement fruit d'environ 25 ans de rédaction. Il n’est pas signé par son autrice et aurait pu sombrer dans l’anonymat si Aldonça n’avait pas pris l’initiative de le faire imprimer,.
Cette œuvre doctrinale à visée contemplative est aussi une construction littéraire soignée, et puise ses matériaux non seulement dans les sources canoniques, mais aussi dans une abondante littérature extra-canonique : apocryphes, traditions orales, récits populaires… Selon Martí de Riquer, la Vita Christi est à la fois un livre biographique et un livre de contemplation, et ces deux dimensions doivent être prises en compte pour en comprendre le sens.
On dispose également d'un livre de comptes du couvent écrit par Isabel de Villena, ce qui permet de connaître ses habitudes graphiques.

## Contenu et influences
Bien que son titre annonce une biographie du Christ, l’œuvre se distingue aussi comme une vie de la Vierge Marie,. Le récit commence ainsi par la conception et la naissance de Marie, et se termine par son Assomption et son couronnement céleste. Ce cadrage marial donne à l’ensemble une forte tonalité féminine, renforcée par l’accent mis sur la présence des femmes dans la vie du Christ. Des épisodes majeurs uniquement masculins — comme le Sermon sur la montagne — sont écartés, tandis que d’autres, comme les noces de Cana, où une femme joue un rôle central, sont mis en valeur. Les derniers moments de la vie de Jésus et l'Assomption de Marie représentent 53 % du total du texte, 35 % portent sur l'infance de Marie et Jésus et seulement 12 % sur le reste du magistère public du Christ jusqu'à son entrée à Jérusalem.
L’autrice témoigne par ailleurs d’une vaste culture biblique et théologique, faisant référence à des sources comme la Vida de Jesucrist de Francesc Eiximenis, celle de Ludolphe de Saxe ou encore les évangiles apocryphes.

## Style et esthétique
L'ouvrage est conçu comme un ouvrage contemplatif d’inspiration franciscaine.
Isabel de Villena amplifie ses sources littéraire dans un style narratif où le registre réaliste et biographique est souvent entremêlé d’éléments allégoriques. Cette interpénétration consciente et artistique confère à l’œuvre une dimension symbolique forte, tout en conservant une grande accessibilité.
Le style de la Vita Christi est marqué par son intimité, sa tendresse et des touches d’ironie discrète. L’usage fréquent de diminutifs typiques du catalan valencien et de lexique familier confère au texte une tonalité chaleureuse, presque populaire,. Malgré cela, la formation aristocratique de l’autrice se fait sentir dans sa représentation du Royaume céleste, décrit comme une somptueuse cour royale, hiérarchisée selon les critères de l’étiquette médiévale. Marie y est appelée « Sa Altesse » et le Christ « Sa Majesté ». Ce procédé rhétorique et narratif permet de rendre le monde divin plus proche et vivant, en utilisant des références tirées de l’univers courtois familier aux lectrices.
Son style montre certaines proximités avec celui de Joan Roís de Corella.

## Perspective féminine
L’un des aspects les plus notables de la Vita Christi réside dans l'adoption explicite d'une perspective féminine et sa valorisation constante des figures féminines, qui ont été au centre de multiples études.
Sa prédilection pour les personnages féminins, qui bénéficient d’un traitement privilégié et d’une proximité spirituelle avec le Christ et la Vierge, a été interprétée comme une dénonciation implicite de la misogynie alors dominante dans la littérature médiévale,.
Isabel de Villena présente le Christ comme aimant particulièrement les femmes en hommage à sa mère, Marie, affirmant que celle-ci a racheté la faute d’Ève.  Ceux qui médisent des femmes sont dits offenser gravement le Christ. L’ouvrage donne ainsi une large place à des épisodes tels que la vie de sainte Anne, la naissance et l’enfance de la Vierge Marie, ainsi que l’enfance de Jésus, passages qui occupent plus de place dans l’œuvre que la vie publique du Christ ou sa Passion. La figure de Marie Madeleine y fait l’objet d’une réhabilitation marquante. Plutôt que de la représenter comme une pécheresse, Isabel en fait une victime des démons et de la médisance. Dans son interprétation, Madeleine est une jeune fille frivole, mais touchée par la prédication de Jésus. Le sermon qu’elle entend ne condamne pas la luxure mais célèbre la miséricorde divine, ce qui provoque sa conversion intérieure immédiate.
Cette posture constitue une réponse explicite à la littérature misogyne de son temps, dont le meilleur exemple est Espill de Jaume Roig, composé entre 1455 et 1461, auquel l'ouvrage de Villena se veut une réponse au moins partielle,.
Toutefois, l'ouvrage ne peut être considéré comme féministe au sens moderne du terme.

## Éditions
Après la mort d'Isabel, la reine Isabelle la Catholique demande une copie manuscrite de l’ouvrage. La nouvelle abbesse Aldonça de Monsoriu en profite pour en faire imprimer l'ouvrage, une version fidèle avec de très légères corrections, pour la première fois en 1497 chez l'éditeur valencien Llop de la Roca. Cette édition est suivie au siècle suivant d'une autre à Valence, beaucoup plus amendée, en 1513 par Jorge Costilla, servant de base à la suivante, à Barcelone en 1527 par Carles Amorós,,,. Ces éditions posthumes  témoignent de la reconnaissance accordée à l’œuvre dès son époque.
La première réédition de l'époque contemporaine est celle de 1916 par Ramon Miquel i Planas (ca). Elle suivie en 1986 par celle de Lluïsa Parra (anthologie, Institució Alfons el Magnànim, Valence) et une version abrégée en 1995 par Edicions 62 (Barcelone), entre autres. Enfin, une édition critique réalisée par le philologue mallorquin Albert Hauf est publiée en 2022 par l'Académie valencienne de la langue,.
Une édition fac-similée de l'incunable de 1497 est consultable sur la Biblioteca Virtual Miguel de Cervantes,.

## Influence
Depuis le XVe siècle, la Vita Christi a exercé une influence notable sur la littérature religieuse, tout en étant reconnue comme une œuvre majeure du Moyen Âge valencien.